# Monoblastus clauseni
Monoblastus clauseni är en stekelart som först beskrevs av Tohru Uchida 1930.  Monoblastus clauseni ingår i släktet Monoblastus och familjen brokparasitsteklar. Inga underarter finns listade i Catalogue of Life.